# Alan Gillett
Alan Gillett (1948) è un allenatore di calcio inglese.

## Carriera
Ha cominciato la propria carriera da allenatore nel 1977, alla guida della nazionale yemenita. Tra il 1981 ed il 1987 ha lavorato come vice di Dave Bassett al Wimbledon FC, nella scalata del club dalla prima alla quarta divisione inglese; nella stagione 1987-1988 ha lavorato sempre come vice di Bassett ma al Watford, in prima divisione.
Nel 1992 è stato ingaggiato dal Plymouth, dove per 2 partite è stato allenatore ad interim del club, in coppia con Gordon Nisbet, subentrando a David Kemp, di cui nel corso della stagione stessa stava lavorando come vice. Nel febbraio 2003 è diventato commissario tecnico della Nazionale malawiana. Nel 2004 è stato nominato commissario tecnico della Nazionale salomonese. Ha partecipato, con la nazionale salomonese, alla Coppa d'Oceania. Ha concluso la sua carriera allenando la nazionale salomonese nel 2005.